# Sillosuchus

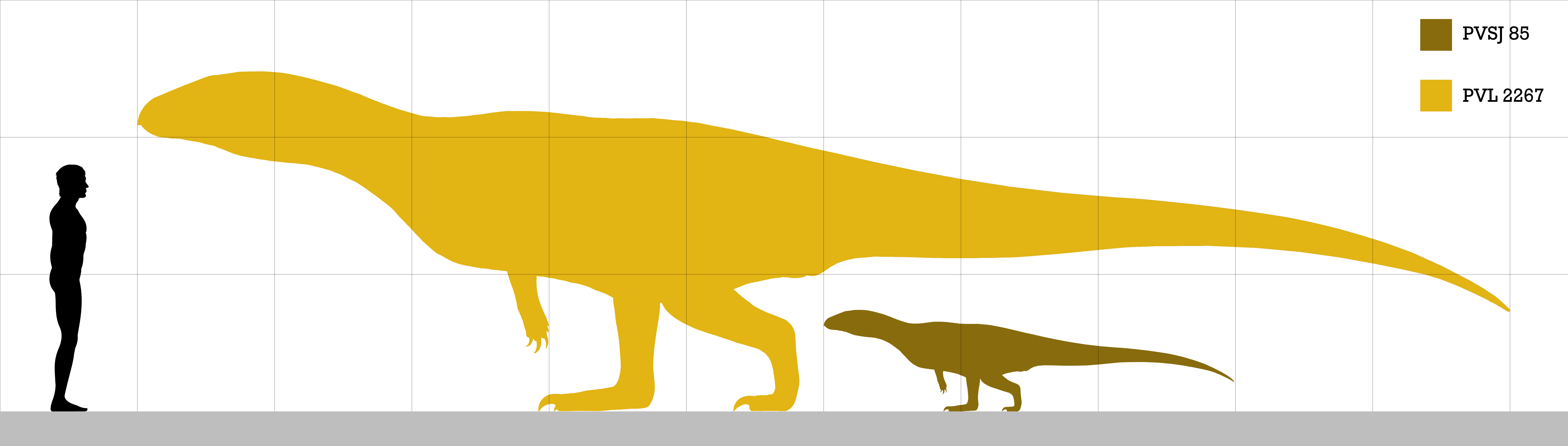
Comparação de Tamanho de um Sillosuchus com um humano

Sillosuchus é um gênero de arcossauro poposauróide shuvosaurídeo que viveu na América do Sul durante o período Triássico Superior. Os shuvosaurídeos eram uma família incomum de répteis pertencentes ao grupo Poposauroidea; embora seus parentes modernos mais próximos sejam crocodilianos, eles eram bípedes e levemente blindados, com estruturas de quadril e crânio semelhantes a dinossauros. Com base em restos de crânio de membros da família, como Effigia, eles também eram herbívoros desdentados e provavelmente com bico.

## Descoberta e nomeação
O espécime holótipo de Sillosuchus, PVSJ 85, é um esqueleto parcial descoberto em sedimentos da Formação Ischigualasto, no noroeste da Argentina. O esqueleto inclui várias vértebras, costelas e ossos pélvicos (quadril). Uma cintura escapular, úmero (osso do braço) e tíbias parciais (ossos da canela) também foram associados ao esqueleto, mas não foram apresentados na descrição original do espécime.
longicervix, refere-se às vértebras cervicais alongadas do gênero. Estudos posteriores mostraram que, embora o pescoço de "Sillosuchus" fosse longo comparado à maioria dos pseudossuquios, essa característica
era comum para os shuvossaurídeos.
Uma reconstrução do fóssil foi apresentada em 2008 pela Universidade Nacional de San Juan na Argentina, em homenagem ao Dr. William Dudley Sill, que foi um importante promotor da paleontologia em San Juan.

Sillosuchus é o único gênero nomeado de poposauróide bípede atualmente conhecido de fora da América do Norte. Outros poposauróides bípedes incluíam os shuvosaurids relacionados
Shuvosaurus e Effigia, assim como o carnívoro Poposaurus.

## Descrição
O indivíduo de Sillosuchus ao qual pertencia o espécime original tinha um comprimento estimado de cerca de 3 m (9,8 pé). No entanto, outros restos indicam que ele poderia crescer muito mais. O mais notável entre os restos adicionais foi PVL 2472, uma Vértebra cervical isolada (vértebra do pescoço) inicialmente identificado erroneamente como pertencente ao predador quadrúpede gigante Saurosuchus, um parente distante de Sillosuchus. Este osso possuía 20 cm (7,9 pol), enquanto os cervicais do holótipo possuíam apenas 8 cm (3,1 pol).
Usando seus parentes mais completos para estimar o comprimento, esse osso provavelmente pertencia a um Sillosuchus que tinha 9 a 10 m (30 a 33 pé) de comprimento. Isso indicaria que Sillosuchus estavam entre os maiores
pseudosuchians terrestres (archosaurs de linha de crocodilo).
Sillosuchus tinha várias características únicas em comparação com seus parentes. As vértebras do pescoço e das costas tinham grandes escavações ou bolsas nas laterais, uma característica incomum que auxiliou os paleontólogos a atribuir a vértebra cervical gigante aos Sillosuchus em vez de Saurosuchus. O ísquio esquerdo e direito (ossos do quadril voltados para trás) eram curtos e fundidos entre si. Também foram achatados na direção dorsoventral (de cima para baixo), diferentemente do caso na maioria dos outros répteis em que foram achatados na direção mediolateral (lado a lado). Caso contrário, o quadril é praticamente idêntico ao de Effigia e Shuvosaurus (também conhecido como "Chatterjeea").